# Type 30 (fucile)
Il Type 30  (三十年式歩兵銃?, Sanjū-nen-shiki hoheijū) è stato un fucile d'ordinanza a otturatore girevole-scorrevole della famiglia Arisaka, in forza alla fanteria dell'esercito giapponese. Ideato dal tenente colonnello Arisaka Nariakira alla fine del XIX secolo, camerava la cartuccia 6,5 × 50 mm Arisaka e fu prodotto in circa mezzo milione di esemplari fino al 1905; rappresentò il primo di una serie di fucili collettivamente noti, ancorché in maniera impropria, come "Arisaka". Ne fu ricavata una versione carabina e un ulteriore modello di fucile.

## Sviluppo e produzione
Nel dicembre 1895 l'esercito imperiale giapponese richiese lo sviluppo di un nuovo fucile che sostituisse il precedente Type 22 Murata, in servizio dal 1880. La realizzazione fu eseguita presso l'arsenale di Koishikawa a Tokyo sotto la supervisione e il progetto del tenente colonnello Arisaka Nariakira. I primi prototipi furono denominati Type 29 poiché costruiti e consegnati nel corso del 1896, il ventinovesimo anno del periodo Meiji e del governo dell'imperatore Mutsuhito; erano fucili con caricatore fisso tipo Mauser, otturatore non girevole, un calcio in due parti e una peculiare sicura dotata di uncino. Dopo alcune prove e piccole modifiche, il modello definitivo entrò in servizio nel 1897 (trentesimo anno di regno di Mutsuhito) con la designazione 三十年式歩兵銃, (Sanjū-nen-shiki hoheijū: "fucile Type 30"). Nel complesso l'arsenale Koishikawa fabbricò circa 554 000 pezzi fino al 1905.

## Tecnica
Il fucile impiegava la cartuccia 6,5 × 50 mm Arisaka e poteva essere equipaggiato con una baionetta Type 30. Gli organi di mira erano costituiti da una tacca di mira infissa in cima alla canna e da un alzo posteriore sistemato sul castello che poteva essere impostato fino a una distanza di 2000 metri. Il Type 30 è facilmente riconoscibile dal piccolo uncino che sporge a sinistra della sicura, inclusa nella testa posteriore dell'otturatore.

## Versioni

### Carabina Type 30
Il Type 30 venne sviluppato in versione carabina per l'impiego nei reparti di cavalleria, che necessitavano di un'arma da fuoco più maneggevole rispetto a un normale fucile: la carabina Type 30 era lunga 960 mm e pesava 3,3 chili; la canna misurava 480 mm e non implementava l'aggancio per la baionetta. La fabbricazione, demandata all'arsenale Koishikawa, si attestò tra le 40 000 e le circa 45 000 unità.

### Fucile Type 35
Poiché la marina imperiale giapponese non era del tutto soddisfatta del Type 30 che equipaggiava le proprie unità di terra, al principio del XX secolo richiese all'arsenale Koishikawa di elaborarne una versione migliorata. L'incarico fu assegnato al capitano Kijirō Nambu che lo completò nel 1902, quando la marina adottò ufficialmente il nuovo fucile denominato Type 35: implementava nuovi organi di mira e una camera di scoppio ridisegnata per migliorare l'incameramento della cartuccia; l'otturatore ebbe il pomo della maniglia più grande e la testa meglio progettata, oltre a un piccolo foro (sito nel pieno) per facilitare la fuoriuscita dei gas derivati dallo sparo. Infine era stato aggiunto un coperchio anti-polvere all'otturatore e la sicura era divenuta rotondeggiante e senza uncino. Rappresentava nel complesso la chiara evoluzione del Type 30 nel successivo fucile Type 38, che sarebbe divenuto la principale arma d'ordinanza dell'esercito nipponico. Il Type 35 fu ciononostante prodotto in appena 36 000 pezzi dall'arsenale Koishikawa, alcuni dei quali furono venduti al Regno del Siam. Rimase in servizio solo fino al 1905, quando fu rimpiazzato dal Type 38.

## Impiego operativo
Il Type 30 fu l'arma in dotazione alla fanteria giapponese nel corso della guerra contro la Russia zarista tra il 1904 e il 1905. Nel corso delle battaglie sostenute nella Cina nord-orientale, il fucile dette prova di essere troppo sensibile alla polvere, all'acqua e ai detriti che inceppavano il meccanismo di sparo; inoltre lo stesso otturatore si dimostrò di fattura troppo complessa. Nonostante questi problemi di affidabilità, il Type 30 continuò a essere utilizzato nei decenni successivi fino alla seconda guerra mondiale compresa.

## Altri utilizzatori
- : diversi esemplari vennero convertiti per poter impiegare la cartuccia .303 British
- : diversi esemplari catturati alle forze nipponiche durante il secondo conflitto mondiale
- : diversi esemplari catturati alle forze nipponiche durante il secondo conflitto mondiale[senza fonte]
- Seconda Repubblica spagnola [6]

- : diversi esemplari catturati durante la seconda guerra sino-giapponese
- : diversi esemplari catturati durante la seconda guerra sino-giapponese[senza fonte]